# Sedlarevo
Sedlarevo (makedonsky: Седларево, albánsky: Sallarevë) je vesnice v Severní Makedonii. Nachází se v opštině Želino v Položském regionu.

## Geografie
Sedlarevo se nachází v jihovýchodní části opštiny Želino, v bezprostřední blízkosti řeky Treska, na svahu hory Suva Gora. Obec je hornatá a leží v nadmořské výšce 1 240 metrů. Od města Tetovo je vzdálená 30 km.
Katastr vesnice činí 29,7 km2. Nejvíce zde převažují pastviny o rozloze 948 ha, dále lesy o rozloze 730 ha a orná půda o rozloze 350 ha.

## Historie
Vesnice je velmi stará, pod stejným názvem je zmiňována již ve spisech ze 14. století, kdy její značnou část vlastnil jistý Izák. Ten odkázal svůj majetek kostelu sv. Matky Boží v Tetovu a darovací listinu potvrdil srbský král Štěpán Dušan. V roce 1348 daroval král Štěpán Dušan klášteru Chilandar. V 15. století je vesnice uváděna jako vesnice Humasah Sultan, manželky Mustafy Paši. Zde však není známo, zda se jedná o Sedlarce nebo Gorno Svilare u Skopje.
Další zmínky o vesnici pochází z osmanských listin z let 1467/68, podle kterých zde žilo 6 křesťanských rodin produkujících obiloviny a chovajících prasata. V roce 1544 je zmiňováno 28 křesťanských rodin makedonské národnosti a v roce 1568 je jich už 33. V letech 1544-68 tato vesnice spolu s Šiševo, Kondovo, Glumovo a Kalugjernica patřily manželce Mustafy Paši a dceři sultána Bajezida II.
Stáří obce potvrzují i archeologické nálezy. V okolí obce byly nalezeny pozůstatky kostela, hřbitova a zbytky domů původní osady. V roce 1914 byly provedeny vykopávky na hřbitově, během niž byly nalezeny kosti, šperky a zbytky zdí. Severně od obce se ve středověku nacházela vesnička Krušica, která patřila klášteru sv. Ondřeje.
Dnešní muslimské obyvatelstvo zde má mladší tradici, přistěhovalo se až v 19. století. Původní makedonské křesťanské obyvatelstvo se vystěhovala a vesnice je až do dnešních dnů bydlištěm Albánců. Název vesnice zůstal stejný.
Podle záznamů Vasila Kančova zde v roce 1900 žilo 330 křesťanů makedonské národnosti a 106 muslimů albánské národnosti.

## Demografie
Podle sčítání lidu z roku 2021 žije ve vesnici 419 obyvatel, z většiny albánské národnosti.
| Rok          | 1900 | 1929 | 1948 | 1953 | 1961 | 1971 | 1981 | 1994 | 2002 | 2021 |
| ------------ | ---- | ---- | ---- | ---- | ---- | ---- | ---- | ---- | ---- | ---- |
| Obyvatelstvo | 436  | 350  | 711  | 762  | 868  | 1098 | 1269 | 1508 | 1611 | 419  |